# قاجاریان مرو
قاجاریان مرو یک شاهزاده‌نشین مستقل بود که در آسیای مرکزی از حدود سال ۱۷۴۷ تا ۱۷۸۸ میلادی وجود داشت. این شاهزاده‌نشین توسط خاندان عزالدینلو از قاجارهای مرو اداره می‌شد که از دوران صفویه حاکمان این واحه بودند. این منطقه پس از مرگ نادرشاه در سال ۱۷۴۷ به استقلال دست یافت و روابط خوبی با حاکم خانات بخارا، دانیال بیگ، داشت. هنگامی که پسر او، شاه‌مراد، در سال **۱۷۸۵** قدرت را به دست گرفت، حمله‌ای را آغاز کرد که به کشته شدن حاکم این شاهزاده‌نشین، بیرام‌علی خان قاجار، انجامید. در سال **۱۷۸۸** تمام واحه تسخیر و ضمیمه بخارا شد. آخرین حاکم آن، محمدحسین خان، به ایران گریخت.

## پیش‌زمینه
در سده **شانزدهم میلادی**، منطقه مرو میان خانات خیوه، خانات بخارا و امپراتوری صفوی مورد مناقشه بود. اگرچه شاه اسماعیل یکم آن را در نبرد مرو فتح کرده بود، اما به زودی از دست رفت و به وابسته خیوه تبدیل شد. تحت حکومت عبدالله خان دوم، بخارا در سال **۱۵۹۳** کنترل مرو را به دست گرفت. با این حال، چند سال بعد، لشکرکشی‌های شاه عباس بزرگ علیه ازبک‌ها منجر به انتصاب یک حاکم صفوی (بیکتاش خان اوستاجلو) در مرو در سال **۱۶۰۰** شد. در سال **۱۶۰۸**، مهراب خان قاجار جانشین او به عنوان حاکم شد که اولین نفر از یک سلسله طولانی از حاکمان قاجار مرو بود. بخش بزرگی از جمعیت مرو شامل قبایلی بود که توسط شاه عباس بزرگ کوچانده شده بودند.
در اواخر سده **هفدهم و اوایل سده هجدهم میلادی**، مرو به تدریج از اهمیت اقتصادی و سیاسی خود کاست. قاجارهای مرو شروع به اعلام استقلال خود از قدرت رو به زوال دولت صفوی کردند. از سال **۱۷۱۵**، محمدعلی بیگ، رئیس قاجار، سه حاکم متوالی مرو را بیرون راند و پس از سقوط اصفهان در سال **۱۷۲۲**، حاکمیت کامل را به دست گرفت. ملک محمود سیستانی نیز بی‌نتیجه تلاش کرد تا قدرت خود را بر مرو اعمال کند. در سال‌های **۱۷۲۳–۲۴**، همزمان با شرایط نامطلوب در واحه، نادرشاه افشار شروع به مداخله در سیاست مرو به نفع حاکمان قاجار کرد. او تلاش کرد جانشین محمدعلی بیگ، فولاد بیگ، را به عنوان حاکم حمایت کند؛ با این حال، فولاد بیگ توسط تاتارها کشته شد و آنها سپس شروع به ویران کردن واحه کردند. در عرض یک دهه، نادر قدرت تاتار و ترکمن را در اطراف مرو نابود کرد. کلب‌علی خان افشار، حاکم مرو از سال **۱۷۳۸** به بعد، سیستم آبیاری را که توسط حملات ویران شده بود، احیا کرد و فعالیت‌های غارتگری ترکمن‌ها را تا جایی که آنها فقط برای فعالیت‌های تجاری وارد واحه می‌شدند، کاهش داد.
در طول لشکرکشی سال ۱۷۴۰ به بخارا، نادر به رؤسای مرو دستور داد تا تدارکات لازم را برای ارتش فراهم کنند. با این حال، علی‌رغم تمام این اقدامات، بسیاری از سربازان او در طول راهپیمایی در بیابان جان باختند و نادر را تشویق کرد تا یک پاکسازی در دولت استانی آغاز کند. بیشتر مدیران محلی کشته شدند و نادرشاه، شاه‌قلی بیگ قاجار، پسر محمدعلی بیگ را به عنوان حاکم محلی مرو منصوب کرد و حکمرانی موروثی قاجار را بر این شهر احیا نمود. در سال‌های پایانی حکومت نادرشاه، شاه‌قلی بیگ قاجار علیه مطالبات مالیات‌های بالا شورش کرد، اما دستگیر و کور شد.

## تاریخچه
با مرگ نادرشاه در سال **۱۷۴۷**، مرو توانست به یک شاهزاده‌نشین مستقل تبدیل شود. بیکلر‌بیگی علی‌نقی خان قاجار در سال **۱۷۵۱** به طور مختصر مشهد را اشغال کرد و در امور خراسان مداخله نمود (خراسان در این زمان به دلیل عدم توانایی شاهرخ‌شاه در اعمال قدرت بر رؤسای قبایل محلی، دچار هرج و مرج شده بود). انزوای مرو و منابع کشاورزی حاصلخیز واحه به رؤسای قاجار اجازه داد تا استقلال خود را حفظ کنند، به ویژه با توجه به آشفتگی‌ای که همسایگانش (ایران، خیوه و بخارا) در آن زمان تجربه می‌کردند. یکی از بازدیدکنندگان سده هجدهم، جمعیت این واحه را حدود **۱۵۰۰۰ نفر** تخمین زده است. این شهر توسط سدی بر رودخانه مرغاب تغذیه می‌شد و رؤسای قاجار برای محافظت از منطقه قلعه‌ای در آنجا نگهداری می‌کردند. برجسته‌ترین حاکم این شاهزاده‌نشین، بیرام‌علی خان قاجار بود. او روابط خوبی با دانیال بیگ از بخارا داشت. آنها دوستی پدرانه داشتند و دانیال بیگ بیرام‌علی خان قاجار را **فرزند** (فارسی: فرزند‎) خود خطاب می‌کرد.

## فتح توسط بخارا
پس از مرگ دانیال بیگ در سال **۱۷۸۵**، بیرام‌علی خان قاجار هدایایی برای پسر و جانشین او، شاه‌مراد، فرستاد. با این حال، شاه‌مراد رویکرد خصمانه‌ای نسبت به قاجارها اتخاذ کرد، زیرا قصد داشت از مرو به عنوان پایگاهی برای عملیات علیه ایران استفاده کند. در سال‌های **۱۷۸۵–۸۶**، شاه‌مراد اولین لشکرکشی خود را به سمت مرو آغاز کرد. بیرام‌علی خان قاجار کشته شد و سر او به بخارا فرستاده شد و بر چوبه دار میخکوب گشت. پس از عقب‌نشینی نیروهای بخارا، مردم مرو پسر بیرام‌علی خان، حاجی محمدحسین را از مشهد بازگرداندند تا حاکم بعدی شود. در سال **۱۷۸۸**، شاه‌مراد دومین لشکرکشی خود را به سمت مرو رهبری کرد، شهر را فتح و سیستم آبیاری را نابود کرد. با فرار حاجی محمدحسین به ایران برای حفظ جانش، این شاهزاده‌نشین به پایان رسید.